# Condorito: La Película
Pour plus de détails, voir Fiche technique et Distribution.
Condorito: La Película est un film péruvien réalisé par Alex Orrelle et Eduardo Schuldt, sorti en 2017.

## Synopsis
Condorito doit sauver la planète d'une menace extra-terrestre.

## Fiche technique
- Titre : Condorito: La Película
- Réalisation : Alex Orrelle et Eduardo Schuldt
- Scénario : Rodrigo Moraes, Martín Piroyansky et Ishai Ravid d'après les personnages créés par René Ríos Boettiger
- Musique : Fran Revert
- Montage : Pablo García Revert
- Société de production : Aronnax Animation Studios et Pajarraco Films
- Société de distribution : Paramount Pictures France (France)
- Pays :  Chili,  Pérou
- Format : couleur - 1,85:1 - 35 mm
- Genre : Animation, aventure, comédie, science-fiction
- Durée : 88 minutes
- Dates de sortie : 
  - Chili et Pérou : 12 octobre 2017

## Doublage
- Omar Chaparro : Condorito
- Jéssica Cediel : Yayita
- Cristián de la Fuente : Pepe Cortisona
- Jey Mammon : Molosco
- Coco Legrand : Tremebunda / Cuasimodo
- Mathías Brivio : Fonola

## Box-office
Avec plus d'un million de dollars de recettes en Amérique latine, le film est l'un des plus grands succès local dans le domaine de l'animation.